# Temenizza
Temenizza (in sloveno Temnica, in italiano in passato Temnizza o Tomnizza) è un paese della Slovenia, frazione del comune di Merna-Castagnevizza. È sede di una delle 8 comunità locali in cui si suddivide il comune.

## Geografia fisica
Le alture principali e grotte sono: Trešnik/Vrtovka, 502 m; Tabor/Sveti Ambrož, 531 m; Stolovec, 565 m; la grotta Grobiščeva jama [6958 SLO, 474 VG].
La località, a 11,3 chilometri dal confine italiano, è il villaggio più elevato dell'altopiano carsico, trovandosi a 402 metri s.l.m.

## Storia
Dopo la caduta dell'Impero romano d'Occidente, e la parentesi del Regno ostrogoto, i Longobardi si insediarono nel suo territorio, seguiti poi attorno al VI secolo da popolazioni slave. Alla caduta del Regno longobardo subentrarono quindi i Franchi; nell'887 Arnolfo, Re dei Franchi orientali, istituì la marca di Carniola; nel 957 la Carniola passò sotto l'autorità del Duca di Baviera e poi nel 976 nel Ducato di Carinzia appena costituito dall'imperatore Ottone II.

In seguito il Ducato di Carinzia passò, come ricompensa per i servigi resi all'imperatore Rodolfo I contro Ottocaro II di Boemia, a Mainardo II di Tirolo-Gorizia; il territorio quindi entrò nella Contea di Gorizia e in seguito, passando nel 1500 alla Casa d’Asburgo, alla Contea di Gorizia e Gradisca.

Con il trattato di Schönbrunn (1809) entrò a far parte delle Province Illiriche.

Col Congresso di Vienna nel 1815 rientrò in mano austriaca, inquadrato nella Contea di Gorizia. Sotto il profilo amministrativo costituiva un comune catastale autonomo, che comprendeva anche il vicino villaggio di Novello (Novelo). Entrato a far parte nel 1849 (come tutto il resto della regione) del Litorale austriaco; in seguito al comune di Tomnizza (o Temnizza, in sloveno già allora Temnica) vennero aggregati anche i vicini comuni di Castagnavizza (Kostanjevica) e Lippa (Lipa).

Durante la prima guerra mondiale era parte della linea difensiva austriaca del Fronte dell’Isonzo. A sud dell'insediamento passava la Benzin-Elektrobahn, una ferrovia di guerra che collegava Duttogliano a Castagnavizza su una lunghezza di 21.8 km. Tale ferrovia serviva a rifornire le truppe austriache combattenti sul fronte dal Dosso Faiti al solco di Brestovizza. Si impiegavano motrici benzo-elettriche: il motore a scoppio era accoppiato a un generatore di corrente continua che forniva energia per i motori di trazione installati sia sulla motrice sia sui carri che costituivano il convoglio. Le motrici elettriche furono adottate per ragioni di mimetismo: i fumi del vapore avrebbero svelato la presenza dei convogli alle artiglierie italiane.

Passata al Regno d'Italia in seguito al Trattato di Rapallo, rimase comune autonomo, venendo inquadrato dal 1923 nella provincia del Friuli. Nello stesso anno il suo nome venne modificato in Temenizza. Come in epoca asburgica comprendeva le frazioni di Castagnevizza/Castagnevizza del Carso (Kostanjevica), Lippa/Lippa di Comeno (Lipa) e Novelo/Novello (Novelo). Nel 1927, passò alla ricostituita Provincia di Gorizia e s'ingrandì assorbendo il comune di Voischizza/Voissizza di Comeno (Vojščica). In seguito alla seconda guerra mondiale e al Trattato di Parigi, nel 1947 passò poi alla Jugoslavia e quindi alla Slovenia.